# Lorin Maazel
Lorin Varencove Maazel (Neuilly-sur-Seine, 6 de marzo de 1930-Virginia, Estados Unidos, 13 de julio de 2014) fue un director de orquesta, violinista y compositor estadounidense de origen francés.

## Vida y carrera
Maazel nació en Neuilly-sur-Seine en Francia, de padres estadounidenses judíos de origen ruso que muy pronto volvieron a Estados Unidos. Ya de pequeño demostró unas dotes prodigiosas para la música.[cita requerida] Tomó su primera clase de dirección de orquesta a los 7 años e hizo su debut a los 8.[cita requerida] Con nueve, en 1939, ya dirigió la Orquesta de Interlochen en la Feria Mundial de Nueva York, así como la Filarmónica de Los Ángeles, donde compartió un programa con Leopold Stokowski. A los 11, Toscanini le invitó a dirigir su orquesta neoyorquina, y a los 13, ya había hecho lo propio en la Filarmónica de Nueva York y la Orquesta de Filadelfia. A los 12 años efectuó una gira por EE. UU. dirigiendo las mejores orquestas.[cita requerida] Su debut como violinista fue a los 15 años de edad. Estudió matemáticas y filosofía en la Universidad de Pittsburgh.
En el año 1960 llegó a ser el primer director estadounidense en dirigir en Bayreuth. Su debut en el Festival de Salzburgo se produjo en 1963, con Don Giovanni. En Madrid, dirigió a la Orquesta Nacional en febrero de 1956, semanas antes de cumplir los 26 años de edad, interpretando dos programas con obras de Mozart, Stravinsky, Scriabin, Rodrigo, Bartók y Ravel. En el mismo año se presentó en el Festival de Granada, donde interpretó el Concierto de violonchelo de Dvořák con Gaspar Cassadó.
Fue director de la Ópera de Berlín entre los años 1965 y 1971 y de la Orquesta Sinfónica de Radio Berlín entre los años 1965 y 1975.
En el año 1972 fue elegido por los miembros de la Orquesta de Cleveland como sucesor de George Szell. Antes de su nombramiento, los músicos de dicha orquesta daban la espalda a Maazel, ya que según una encuesta solo 2 de los 100 miembros de la orquesta apoyaban a Lorin,[cita requerida] pero una gran interpretación del concierto de prueba, donde una elegante y precisa interpretación dio la victoria a Maazel, frente a una quebradiza interpretación de Szell. Con esta orquesta realizó la primera grabación completa de la obra de George Gershwin Porgy and Bess.
En 1982 dejó la Orquesta de Cleveland. Los años siguientes dirigió la Orquesta de la Ópera de Viena (1982-1984), la Orquesta Sinfónica de Pittsburgh (1988-1996) y la Orquesta Sinfónica de la Radio de Baviera (1993-2002).
En el año 2002 fue elegido sucesor de Kurt Masur al frente de la Filarmónica de Nueva York, cargo que mantuvo hasta 2009.
A partir de 2005 desempeñó el cargo, junto a Zubin Mehta, de director titular del Palau de les Arts Reina Sofía de Valencia con la Orquesta de la Comunidad Valenciana, hasta marzo de 2011. En 2010 fue nombrado director musical de la Orquesta Filarmónica de Múnich, con efecto a partir de la temporada 2012, 2013, aunque tuvo que abandonar el puesto en junio de 2014, por razones de salud.
Fue asesor desde el año 2000 de la Cátedra de Violín de la Escuela Superior de Música Reina Sofía de Madrid. 
En 2005, estrenó su primera ópera en el Covent Garden londinense: 1984, basada en la obra homónima de George Orwell.
Con su esposa, Dietlinde Turban Maazel, fundó en 2009 el Festival de Castleton. Allí, en medio de una naturaleza maravillosa, construyó un teatro y cada verano, durante un mes, se hacía música. Ópera, conciertos sinfónicos, música de cámara. Todo supervisado, en parte dirigido, por el maestro Maazel. Pero la tarea principal del festival ha sido la formación de jóvenes talentos. El propio maestro elegía durante el año a jóvenes instrumentistas para formar la orquesta y jóvenes cantantes para formar el coro para las óperas. Muchos de ellos eran estudiantes, quienes durante su estancia, junto con actuar, recibían clases. En el caso de los cantantes, aparte de canto también tenían clases de actuación, idiomas, estilo, y de otras materias. Al final del festival actuaban en conciertos especiales. El festival es un gran legado que deja Lorin Maazel. Con la formación y actuación de jóvenes se insufla -según Maazel- nueva energía en la música docta. En su último discurso al inaugurar el Festival, pocos días antes de su muerte, dijo, describiendo el trabajo con jóvenes instrumentistas, directores y cantantes como "más que una labor de amor, una labor de felicidad".
Falleció en Castleton Farms, Virginia, Estados Unidos, el 13 de julio de 2014, tras una complicación por una neumonía.

## Estilo y repertorio
Su estilo se basa en la utilización de recursos gestuales, reflejo de su concepción emotiva y apasionada de la música, y de su elevada sensibilidad y perfecto dominio de la técnica.  Casi siempre dirigía de memoria, sin partitura, manifestando al respecto: Si estás pendiente de pasar las páginas de la partitura es inevitable perder concentración y contacto con la auténtica música. En muy contadas ocasiones utilizo la partitura. Solo cuando no ha habido tiempo material porque es nueva o bien porque es una mera lectura. Como director, intento ser muy práctico. Me esfuerzo en memorizar con rapidez pero solo porque es la única manera de liberarme de las notas para construir la música de verdad.
Tenía una mente prodigiosa y una gran sensibilidad, unidas a unos planteamientos analíticos -fruto de su condición de matemático-, que conseguían unas interpretaciones con su peculiar sonido brillante y compacto. Cuando estaba inspirado podía conseguir interpretaciones de referencia de las obras.
Destacan en su amplio repertorio sus interpretaciones de conciertos y sinfonías correspondientes al período postromántico en especial las de Mahler y Sibelius, así como de gran parte de la producción operística de autores como Verdi, Puccini y Gershwin.
También son de gran nivel sus lecturas de las obras de Richard Strauss así como de Zemlinsky, Schumann, Rajmáninov o Dvořák. Igualmente se interesó por la música contemporánea, especialmente la de Berio y Dallapiccolla. Así mismo dirigió las bandas sonoras de las versiones cinematográficas de Don Giovanni, Otello y Carmen, y la adaptación para televisión de la suite orquestal Los planetas, de Holst.
Como intérprete de violín destacan sus versiones de Massenet, Berio y Dallapiccolla.

## Maazel y los conciertos de año nuevo
En 1980, Lorin Maazel dirigió por primera vez el tradicional Concierto de Año Nuevo de Viena, sustituyendo a Willi Boskovsky, quien se había retirado después de dirigirlo ininterrumpidamente durante 25 ediciones (1955 a 1979, ambas inclusive). Llegó a dirigir este concierto en 11 ocasiones (1980, 1981, 1982, 1983, 1984, 1985, 1986, 1994, 1996, 1999, 2005). Se hizo muy popular por la simpatía y el buen humor que solía demostrar en estas especiales ocasiones, sobre todo en el falso inicio del "Danubio Azul" (momento que el maestro aprovechaba para felicitar a espectadores y televidentes el Nuevo Año), o al dirigir las palmas de los asistentes en la Marcha Radetzky que cerraba el concierto.

## Discografía selecta
- Adams: On the Transmigration of Souls. Filarmónica de Nueva York, 2004 (Nonesuch EP). Grammy a la mejor interpretación orquestal 2005
- Bach: Conciertos de Brandeburgo. RSO Berlin, 1966 (Philips).
- Bach: Suites para orquesta. RSO Berlin, 1966 (Philips).
- Bach: Misa en si menor, BWV 232. RSO Berlin, 1966 (Philips).
- Bach: Oratorio de Pascua, BWV 249. RSO Berlin, 1966 (Philips).
- Beethoven: Fidelio. Birgit Nilsson, James McCracken, Kurt Böhme, Tom Krause, Filarmónica de Viena, 1964 (Decca).
- Beethoven: Sinfonía n.º 9; Egmont. Orquesta y coro de Cleveland, Elena Obraztsova, Jon Vickers, Lucia Popp, Martti Talvela, 1979 (Sony BMG).
- Beethoven: Sinfonía n.º 5 & Schubert: Sinfonía n.º 8 "Unfinished". Filarmónica de Viena, 1981 (Sony).
- Berlioz: Sinfonie fantastique. Orquesta de Cleveland 1982 (Telarc).
- Berlioz: Harold en Italia; Le carnaval romain; Overture. Wolfram Christ, Filarmónica de Berlín, 1985 (DG).
- Bernstein & Dutilleux: Conciertos para violín. Isaac Stern, Orquesta Nacional de Francia, 1956 (Sony BMG).
- Bizet: Carmen Original Soundtrack (film 1984). Julia Migenes, Plácido Domingo, Ruggero Raimondi, Faith Esham, Orquesta Nacional de Francia, Chœur Maîtrise de Radio France 1984 (Erato). Grammy a la mejor grabación de ópera 1985
- Brahms: Variaciones sobre un tema de Haydn; Dvořák: Sinfonía n.º 7; Kodaly: Dances of Galanta. Filarmónica de Nueva York, 2006 (DG).
- Brahms: Un réquiem alemán. New Philharmonia Orchestra & Chorus, 1977 (Sony BMG).
- Chaikovski & Chopin: Concierto para piano n.º 1; Sinfonía n.º 4. Ashkenazy, LSO, PhO, 1963, 1978 (Decca).
- Chaikovski: Sinfonía n.º 6. Filarmónica de Nueva York, 2007 (DG).
- Chaikovski: Sinfonía n.º 2 "Little Russian"; Rimski-Kórsakov: Sinfonía n.º 2 "Antar". Sinfónica de Pittsburgh, 1986 (Telarc).
- Chaikovski: Concierto para violín. Filarmónica de Berlín, Gidon Kremer, 1980 (DG).
- Chaikovski: Las sinfonías; Romeo y Julieta. Filarmónica de Viena, 1991 (Decca).
- Chaikovski; Prokófiev; Bartok: Conciertos para piano. Emil Gilels, Sviatoslav Richter, LSO, PhO, Orquesta de París 2006 (EMI).
- Debussy: La mer, Jeux, Nocturnes. Filarmónica de Viena, 1999 (BMG, RCA).
- Dvořák: Concierto para violonchelo; Trío para piano "Dumky". Yo-Yo Ma, Filarmónica de Berlín, Emanuel Ax, Young Uck Kim, 1986, 1988 (Sony BMG).
- Dvorák: Sinfonías n.º 8 & n.º 9 "Del Nuevo Mundo". Filarmónica de Viena, 1994 (DG).
- Dvořák: Danzas eslavas Opp. 46 & 72. Filarmónica de Berlín, 2005 (EMI).
- Franck: Sinfonía en re menor: Mendelssohn: Sinfonía n.º 5. Filarmónica de Berlín, Sinfónica de Radio Berlin, 1961 (DG).
- Gershwin: Porgy y Bess. Orquesta de Cleveland, Leona Mitchell, Willard White. 1976 (Decca). Grammy a la mejor grabación de ópera 1977
- Grofé: Grand Canyon Suite. Herbert: Hero and Leander. Sinfónica de Pittsburgh, 1994 (Sony BMG).
- Holst: Los planetas, Op. 32. Ravel: Bolero. Orquesta Nacional de Francia, 1982 (Sony).
- Mahler: Las sinfonías (más el Adagio de la Sinfonía n.º 10). Filarmónica de Viena, 2002 (Sony).
- Mahler: Sinfonía n.º 1; Berlioz: Harold en Italia. Cynthia Phelps, Filarmónica de Nueva York, 2006 (DG).
- Mahler: Sinfonía n.º 4. Kathleen Battle, Filarmónica de Viena, 1984 (Sony BMG)., CBS
- Mahler: Das Lied von der Erde. Sinfónica de la Radio de Baviera, Waltraud Meier, 2000 (BMG, RCA).
- Mahler: Orchesterlieder. Sinfónica de la Radio de Baviera, Waltraud Meier, 1998 (BMG, RCA).
- Massenet: Thaïs. Beverly Sills, Nicolai Gedda, Sherrill Milnes, John Alldis Choir, New Philharmonia Orchestra 1995 (EMI).
- Mozart: Don Giovanni Original Soundtrack (film 1979). Chorus & Orchestra of the Théâtre National de l'Opera, Paris, 1979 (CBS Masterworks).
- Mozart: Le nozze di Figaro. Dietrich Fischer-Dieskau, Hilde Gueden, Geraint Evans, Filarmónica de Viena 1963 (Festival de Salzburgo).
- Mozart: Concierto para violín n.º 3 & n.º 5. English Chamber Orchestra, 1975 (Klavier Records).
- Mozart: Sinfonías n.º 25 & n.º 29. RSO Berlin, 1970 (Concert Hall).
- Mozart: Sinfonías n.º 38 & n.º 39. RSO Berlin, 1967 (Philips).
- Mozart: Sinfonías n.º 40 & n.º 41. RSO Berlin, 1967 (Philips).
- Moussorgsky, Pictures At An Exhibition. Orquesta de Cleveland, 1979 (Telarc).
- Prokófiev: Romeo y Julieta. Orquesta de Cleveland, 1973 (Decca).
- Prokófiev & Chaikovski: Sinfonia concertante; Variaciones rococó; Andante cantabile. Yo-Yo Ma, Sinfónica de Pittsburgh, 1992 (Sony). Grammy 1993
- Prokófiev: Pedro y el lobo; Britten: Guía de orquesta para jóvenes. Orq. Paris, De Filippo (DG).
- Puccini: Tosca. Nilsson, Corelli (Decca).
- Puccini: Madama Butterfly. Plácido Domingo, Renata Scotto, Ambrosian Opera Chorus, Philharmonia Orchestra 1978 (Sony BMG, CBS).
- Puccini: La fanciulla del West. Plácido Domingo, Aldo Bottion, Aldo Bramante, Antonio Salvadori, Claudio Giombi, Coro e Orchestra Del Teatro Alla Scala, Ernesto Gavazzi, Ernesto Panariello, Francesco Memeo, Giovanni Savoiardo, Giulio Bertola, Juan Pons, Luigi Roni, Mara Zampieri, Marco Chingari, Nella Verri, Orazio Mori, Pietro Spagnoli, Sergio Bertocchi, Umberto Scalavino, 1992 (Sony).
- Puccini: Turandot. Eva Marton, José Carreras, Katia Ricciarelli, Ópera Estatal de Viena, 1984 (CBS Masterworks).
- Rajmáninov: Danzas sinfónicas, La isla de los muertos. Maazel, BPO, 1981, 1984 (DG).
- Rajmáninov: Sinfonía n.º 2, Intermezzo da Aleko, Vocalise. Maazel, BPO, 1982, 1983 (DG).
- Ravel: L'enfant et les sortilèges; L'heure espagnole. Filarmónica de Berlín, R.T.F. National Orchestre, Radio Symphony Orchestra of Berlin, 1997 (DG).
- Ravel: Boléro; Alborada; La valse; Rapsodie espagnole. Orquesta Nacional de Francia, 1984 (Sony).
- Ravel: Conciertos para piano, Pavane, Jeux d'eau, La valse. Jean-Philippe Collard, 1986 (EMI).
- Ravel: Dafnis y Cloe Suite n.º 2, Rapsodie espagnole; Stravinsky: Le chant du rossignol, Suite El pájaro de fuego. Filarmónica de Nueva York, 2007 (DG).
- Respighi: Pini di Roma; Fontane di Roma; Feste romane. Anthony Newman, Sinfónica de Pittsburgh, 1996 (Sony BMG).
- Rimski-Kórsakov: Obertura de la gran Pascua rusa; Roussel: Bacchus et Ariane; Bartók: Concierto para orquesta. Filarmónica de Nueva York, 2007 (DG).
- Rimski-Kórsakov: Scheherezade; Rajmáninov: La isla de los muertos. Filarmónica de Berlín, 1995 (DG).
- Saint-Saëns: Sinfonía n.º 3; Phaéton; Danse macabre; Danse bacchanale. Sinfónica de Pittsburgh, 1993, 1996 (Sony BMG).
- Scriabin: El poema del éxtasis; Concierto para piano; Prometheus. Vladimir Ashkenazy, The Ambrosian Singers, Orquesta de Cleveland, London Philharmonic Orchestra, 1971 (Decca).
- Shostakóvich: Centennial. Lynn Harrell, Filarmónica de Nueva York, 2006 (DG).
- Shostakóvich: Concierto para violonchelo n.º 1; Rajmáninov: Sonata para violonchelo y piano Op. 19. Sol Gabetta, Munich Philharmonic, 2012 (Sony).
- Sibelius: Las sinfonías. Filarmónica de Viena, 1991 (Decca).
- Sibelius: Sinfonías n.º 1 & n.º 7. Sinfónica de Pittsburgh, 1993 (Sony BMG).
- Sibelius: Sinfonías n.º 2 & n.º 6. Sinfónica de Pittsburgh, 1995 (Sony).
- Sibelius: Sinfonía n.º 3; Finlandia; Suite Karelia; El cisne de Tuonela. Harold Smoliar, Sinfónica de Pittsburgh, 1996 (Sony BMG).
- Strauss, J.: Valzer e polke. Maazel, WPO (DG).
- Strauss, R.: Don Juan, Suite El caballero de la rosa, Muerte y transfiguración & Danza de los siete velos. Filarmónica de Nueva York, 2006 (DG).
- Strauss, R.: Till Eulenspiegel & Ein Heldenleben. Sinfónica de la Radio de Baviera, 2004 (BMG, RCA).
- Strauss, R.: Don Quijote. Obras completas para violonchelo. Steven Isserlis, Sinfónica de la Radio de Baviera, 2001 (BMG, RCA).
- Strauss Gala. Filarmónica de Viena, 1998 (BMG, RCA).
- Strauss II: El Danubio azul. Filarmónica de Viena, 2009 (DG).
- Stravinsky: Suite El pájaro de fuego; Falla: El amor brujo & El sombrero de tres picos. Grace Bumbry, Sinfónica de la Radio Berlin, 1995 (DG).
- Stravinsky: Petrushka; Le chant du rossignol & Feu d'artifice. Filarmónica de Viena, 1998 (BMG, RCA).
- Stravinsky: Historia del soldado. Sinfónica de la Radio de Baviera, 1998 (BMG, RCA).
- Verdi: Aida. Pavarotti, Chiara, 1986 (Decca).
- Verdi: Luisa Miller. Katia Ricciarelli, Domingo (DG).
- Verdi: La traviata. Lorengar, Aragall, Fischer-Dieskau (Decca).
- Verdi: Otello. Plácido Domingo, Katia Ricciarelli, Justino Díaz, Orchestra & Coro del Teatro alla Scala di Milano 1986 (EMI).
- Vivaldi: Las cuatro estaciones. Orchestre National de France, 1984 (CBS Masterworks).
- Wagner: The Ring Without Words. Filarmónica de Berlín 1988 (Telarc).
- Wagner: Tannhäuser Without Words. Mendelssohn Choir, Sinfónica de Pittsburgh, Robert Page 1991 (Sony BMG).
- Webber: Réquiem. Plácido Domingo, Sarah Brightman, Paul Miles-Kingston, Martin Neary, James Lancelot, Coro de la Catedral de Winchester, English Chamber Orchestra, 1985 (The Really Useful Group).
- Zemlinsky: Sinfonía lírica. Filarmónica de Berlín, 1982 (DG).
- Neujahrskonzert (Concierto de Año Nuevo) 1996. Filarmónica de Viena (RCA Victor Europe).
- Neujahrskonzert 1999. Filarmónica de Viena (RCA Red Seal, Sony Music).
- Neujahrskonzert 2005. Filarmónica de Viena (DG).
- Sommernachtskonzert 2013 (Sony).
- Conciertos para piano: Addinsell, Scriabin, Rachman. Ortiz, Ashkenazy (Decca).
- Maazel. Respighi: Feste romane & Pini di Roma; Rimski-Kórsakov: The Golden Cockerel Suite (Legendary Performances 1976). Orquesta de Cleveland (Decca).
- Maazel. Lorin Maazel in Vienna (1964-1972). WPO, 2014 (Decca).
- Sentimento. Andrea Bocelli.